# John Lancaster
John Lancaster (Richmond, 1857 – Washington, 11 ottobre 1935) è stato un attore statunitense che, nella sua carriera, girò oltre un centinaio di pellicole, specializzandosi nel genere comico.

## Filmografia
- The Katzenjammer Kids, regia di Chauncy D. Herbert – cortometraggio (1912)
- They Go Toboganning, regia di Chauncy D. Herbert – cortometraggio (1912)
- They Plan a Trip to Germany – cortometraggio (1912)
- They Entertain Company, regia di Chauncy D. Herbert – cortometraggio (1912)
- They Go to School, regia di Chauncy D. Herbert – cortometraggio (1912)
- School Days – cortometraggio (1912)
- Unwilling Scholars – cortometraggio (1912)
- The Arrival of Cousin Otto, regia di Chauncy D. Herbert – cortometraggio (1912)
- A Mail Order Hypnotist, regia di Chauncy D. Herbert – cortometraggio (1912)
- The Pennant Puzzle, regia di Chauncy D. Herbert – cortometraggio (1912)
- A Day Off , regia di Chauncy D. Herbert – cortometraggio (1912)
- Two Gay Dogs, regia di Chauncy D. Herbert – cortometraggio (1912)
- Just His Luck, regia di Chauncy D. Herbert – cortometraggio (1912)
- Into the Genuine, regia di Lem B. Parker – cortometraggio (1912)
- A Detective's Strategy, regia di Lem B. Parker – cortometraggio (1912)
- The Borrowed Umbrella, regia di Chauncy D. Herbert – cortometraggio (1912)
- An International Romance, regia di George L. Cox – cortometraggio (1912)
- My Wife's Bonnet, regia di Chauncy D. Herbert – cortometraggio (1912)
- Subterfuge, regia di Chauncy D. Herbert – cortometraggio (1912)
- The Hobo's Rest Cure, regia di Chauncy D. Herbert – cortometraggio (1912)
- A Freight Train Drama, regia di Francis Boggs – cortometraggio (1912)
- How the 'Duke of Leisure' Reached His Winter Home, regia di Charles H. France – cortometraggio (1912)
- Steak and Onions, regia di Chauncy D. Herbert – cortometraggio (1913)
- A Curious Family, regia di Charles H. France – cortometraggio (1913)
- The Cowboy Editor, regia di William Duncan – cortometraggio (1913)
- Poison Ivy, regia di Charles H. France – cortometraggio (1913)
- Sweeney and the Million, regia di Charles H. France – cortometraggio (1913)
- The Collector of Pearls, regia di Charles H. France – cortometraggio (1913)
- The Fugitive, regia di Charles H. France – cortometraggio (1913)
- Turn Him Out, regia di Charles H. France – cortometraggio (1913)
- Cured of Her Love, regia di Charles H. France – cortometraggio (1913)
- Alas! Poor Yorick!, regia di Colin Campbell – cortometraggio (1913)
- The Midnight Bell, regia di Charles H. France – cortometraggio (1913)
- The Suwanee River, regia di Hardee Kirkland – cortometraggio (1913)
- The Gold Brick, regia di Charles H. France – cortometraggio (1913)
- Sweeney's Dream, regia di Charles H. France – cortometraggio (1913)
- Two Artists and One Suit of Clothes, regia di Charles H. France – cortometraggio (1913)
- Henrietta's Hair, regia di Charles H. France – cortometraggio (1913)
- The Dream of Dan McQuire, regia di Fred Huntley – cortometraggio (1913)
- Movin' Pitchers, regia di E.A. Martin – cortometraggio (1913)
- Hilda of Heron Cove, regia di E.A. Martin – cortometraggio (1913)
- Cupid Makes a Bull's Eye, regia di E.A. Martin – cortometraggio (1913)
- The College Chaperone, regia di Charles H. France – cortometraggio (1913)
- Bringing Up Hubby, regia di Francis J. Grandon – cortometraggio (1914)
- Thou Shalt Not Kill, regia di E.A. Martin – cortometraggio (1914)
- Red Head Introduces Herself, regia di Norval MacGregor – cortometraggio (1914)
- Red Head and Ma's Suitors, regia di Norval MacGregor – cortometraggio (1914)
- Mike the Avenger – cortometraggio (1914)
- Second Childhood, regia di Norval MacGregor – cortometraggio (1914)
- Did She Cure Him?, regia di Norval MacGregor – cortometraggio (1914)
- A Low Financier, regia di Norval MacGregor – cortometraggio (1914)
- Oh! Look Who's Here!, regia di Norval MacGregor – cortometraggio (1914)
- You Never Can Tell, regia di Norval MacGregor – cortometraggio (1914)
- An Embarrassing Predicament, regia di Norval MacGregor – cortometraggio (1914)
- Jimmie the Porter, regia di Norval MacGregor – cortometraggio (1914)
- The Mysterious Beauty, regia di Norval MacGregor – cortometraggio (1914)
- The Tonsorial Leopard Tamer, regia di Norval MacGregor – cortometraggio (1914)
- At the Transfer Corner, regia di Norval MacGregor – cortometraggio (1914)
- No Wedding Bells for Her, regia di Norval MacGregor – cortometraggio (1914)
- Cupid Turns the Tables, regia di Norval MacGregor – cortometraggio (1914)
- The Mysterious Black Box, regia di Norval MacGregor – cortometraggio (1914)
- A Surprise Party, regia di Norval MacGregor – cortometraggio (1914)
- Which Ham Is Schnappsmeir's, regia di Norval MacGregor – cortometraggio (1914)
- One Kiss, regia di Norval MacGregor – cortometraggio (1914)
- The Tail of a Coat, regia di Norval MacGregor – cortometraggio (1914)
- No Wedding for Her, regia di Norval MacGregor – cortometraggio (1914)
- Bringing Up Baby, regia di Francis J. Grandon – cortometraggio (1914)
- Wipe Yer Feet, regia di Norval MacGregor – cortometraggio (1915)
- The Snailburg Volunteers, regia di Norval MacGregor – cortometraggio (1915)
- Who Wants to Be a Hero?, regia di William E. Wing – cortometraggio (1915)
- The Perfumed Wrestler, regia di Norval MacGregor – cortometraggio (1915)
- The Lady Killer, regia di Norval MacGregor – cortometraggio (1915)
- The Kidnapped Lover, regia di Norval MacGregor – cortometraggio (1915)
- And Then It Happened, regia di Norval MacGregor – cortometraggio (1915)
- Why Billings Was Late, regia di Norval MacGregor – cortometraggio (1915)
- The Clam-Shell Suffragettes – cortometraggio (1915)
- Two Women and One Hat, regia di Norval MacGregor – cortometraggio (1915)
- Man Overboard, regia di Norval MacGregor – cortometraggio (1915)
- At the Mask Ball, regia di Norval MacGregor – cortometraggio (1915)
- The Strategist, regia di Norval MacGregor – cortometraggio (1915)
- The Onion Patch, regia di Norval MacGregor – cortometraggio (1915)
- The Master of the Bengals, regia di Louis Chaudet – cortometraggio (1915)
- The Chronicles of Bloom Center, regia di Marshall Neilan - serial cinematografico (1915)
- Landing the Hose Reel, regia di Marshall Neilan – cortometraggio (1915)
- Shoo Fly, regia di Burton L. King – cortometraggio (1915)
- The Come Back of Percy, regia di Marshall Neilan – cortometraggio (1915)
- A Thing or Two in Movies, regia di Marshall Neilan – cortometraggio (1915)
- The Run on Percy, regia di Sidney Smith – cortometraggio (1915)
- Perkin's Pep Producer, regia di Sidney Smith – cortometraggio (1915)
- The Manicure Girl, regia di Burton L. King – cortometraggio (1916)
- Spooks, regia di Marshall Neilan – cortometraggio (1916)
- No Sir-ee Bob!, regia di Sidney Smith – cortometraggio (1916)
- When the Circus Came to Town, regia di Sidney Smith – cortometraggio (1916)
- Apple Butter, regia di Sidney Smith – cortometraggio (1916)
- Small Town Stuff, regia di Norval MacGregor – cortometraggio (1916)
- The Cloud-Puncher, regia di Charles Parrott – cortometraggio (1917)
- Chased Into Love, regia di Charley Chase – cortometraggio (1917)
- Over the Garden Wall, regia di Norval MacGregor – cortometraggio (1917)
- No Place Like Home, regia di Norval MacGregor – cortometraggio (1917)
- Mr. Bingo, the Bachelor, regia di Norval MacGregor – cortometraggio (1917)
- Everybody Was Satisfied, regia di Norval MacGregor – cortometraggio (1917)
- Romance and Roses, regia di Norval MacGregor – cortometraggio (1917)
- Rescuing Uncle, regia di Norval MacGregor – cortometraggio (1917)
- Bill and the Bearded Lady, regia di Norval MacGregor – cortometraggio (1917)
- Baseball at Mudville, regia di Norval MacGregor – cortometraggio (1917)
- The Bush Leaguer